# テレフォン (曲)
「テレフォン」(Telephone)は、アメリカ合衆国のレコーディングアーティストレディー・ガガの2枚目のスタジオ・アルバム『ザ・モンスター』に収録された楽曲。アメリカのR&B歌手ビヨンセをフィーチャーしている。
当初ガガはこの曲をブリトニー・スピアーズの為に書いたが、その企画は流れた。その後ビヨンセをヴォーカリストとして迎え、自身も録音に参加した。音楽的には誇張されたブリッジ、韻文ラップとエピローグを特徴とする。
批評家は「テレフォン」は『ザ・モンスター』の収録曲の中でも際立った楽曲であるとし、デビューシングル「ジャスト・ダンス」と比較した。アルバムから2枚目のシングルとして発売され、アメリカ、オーストラリア、カナダ、アイルランド、オランダ、ニュージーランド、スウェーデン、ハンガリー、イギリスでアルバム発売後のデジタル・ダウンロードチャートでチャート入りした。ガガは2010年のブリット・アワード授賞式のパフォーマンスでアレキサンダー・マックイーンの追悼として「ダンス・イン・ザ・ダーク」と共に披露した。また、世界ツアーThe Monster Ball Tourのヨーロッパ、オセアニア、日本公演でも披露している。
ミュージック・ビデオは短編映画の様なもので、「パパラッチ」のビデオの続編とされる。ガガがビヨンセによって刑務所から救出された後、ビヨンセの運転する車に乗って食堂に行き、そこで食事をしている客を毒殺する。最後は警察に追われるガガとビヨンセの映像で終わる。クエンティン・タランティーノ監督のシリーズ作品『キル・ビル』（2003、2004年）と『パルプ・フィクション』（1994年）に対するオマージュが含まれる。ビデオは批評家により肯定的評価を受けた。

## 背景
ロドニー・ジャーキンスのプロデュースによる「テレフォン」は、初めはブリトニー・スピアーズの為に書かれた。しかしスピアーズ側がそれを断ったため、『ザ・モンスター』の収録曲としてビヨンセと共同でレコーディングを行った。ガガは「（この曲は）ブリトニーのために随分前に書いたんだけど、彼女はアルバムに曲を使わなかったのね。でも自分では気に入ってるし、自身で歌うことにもなったから良かったと思ってる」と述べている。当初ゲストボーカリストにはスピアーズの参加が予定されていたものの、理由は不明だがその企画は流れた。ガガはその代わりにビヨンセをゲスト・ボーカリストとして迎えた。また、ガガ自身が自由に楽める時間がほとんどないと感じていたため、この歌は「息苦しさ」に対する恐れがテーマとなった。

## チャート成績
デジタル・ダウンロードでの高い売上により、2009年11月にアイルランド、オーストラリア、イギリスでチャート入りした。それぞれ26位、29位、30位で初登場した。アメリカのBillboard Hot 100では2009年12月12日に30位でチャートデビューした。その後数週間かけてチャートを駆け上がり、「テレフォン」は最高位3位を記録。アメリカ合衆国における6曲連続でのトップ10ヒットとなった。2010年2月27日付けのホット・ダンス・クラブ・ソングチャートで1位を獲得した。
オーストラリアでは3.5万枚を出荷し、オーストラリアレコード産業協会よりゴールド認定を受けた。ニュージーランドでは初登場31位、2010年1月18日付けチャートで最高21位を記録した。スウェーデンでは初登場33位、オランダでは35位、ハンガリーでは3位でトップ10入りした。イギリスのシングルチャートでは数週のチャートで変動した後に1位を記録した。

## ミュージック・ビデオ

### スタイル
ビデオは2010年1月18日にジョナス・アカーランド監督によって撮影された。撮影はカリフォルニア州ランカスターで行われた。雑誌『ニューヨーク』はビデオは刑務所でのガガとその出所を委託されるビヨンセを特徴とすると報じた。発表されたセットの写真ではガガとビヨンセ、そしてクエンティン・タランティーノ監督の映画『キル・ビル』でユマ・サーマン演じる役が使用した車「プッシー・ワゴン」も写っていた。ビデオは食堂、俳優タイリース・ギブソンのカメオ出演、シャワーシーンなども含む。ダンサーとしてマーク・カネムラなどが出演。ガガとビヨンセの衣装はデザイナーのフランク・フェルナンデスとオスカー・オルマが担当した。
ガガは2010年2月5日に出演したFM局KIIS-FMのライアン・シークレストの番組でインタビューを受けた。彼女はビデオは「パパラッチ」のビデオの続編であり、短編映画の様であると説明した。彼女はボーイフレンドを殺した為、刑務所にいる。しかし、彼女は実は刑務所で楽しい時間を過ごしており、出所したくない。彼女への電話は絶えずかかってくるが、彼女が望む呼び出しがあるまで、それを拒否する。彼女は更にビデオについて、「「テレフォン」のビデオがあまりにも素晴らしく、「バッド・ロマンス」のビデオを残念に感じてしまう。」とコメントした。セミ・プレシャス・ウェポンズはMTVニュースの中で、彼らがビデオにカメオ出演していると明かした。彼らもビデオの中で死ぬ役であると説明した。
その他、ガガの妹であるナタリー・ジャーマロッタもこのビデオに出演した。

### 内容
「テレフォン」のビデオの長さは9分以上である。ビデオは女性刑務所の映像で始まる。ガガは2人の看守に連れられて登場する。ガガは肩パッドの入ったドレスを着ているが檻に入れられる時にそれを脱がされる。そして、看守の1人がもう1人の看守に向かって「ほら、言ったでしょ?彼女にはディックがないって」と言い、これを聞いた他の収容者に笑われる。看守の台詞はガガの両性具有の噂に言及したものである。それから3分間は、外の囚人運動場でのセッション、チェーンを体に包んで半分スモークタバコから作られるサングラスをかけて登場するガガ、物資補給所でのいがみ合いなど刑務所での生活を描写する。その後、ガガに電話がかかってきて、そのとき歌が始まる。彼女が導入部を歌う間、下着とあまりに大きな鋲が打たれた革のジャケットを着る。歌のサビの部分ではガガと他の収容者が踊る。ガガはそのとき、前記の革のジャケットと裂けている網タイツ、スティレットヒールを着用している。
ガガはそれから白黒の大きな三角帽子をかぶり、女性実業家が着るようなスーツを着用する。そして、救済しにきたビヨンセが乗ってきた「プッシー・ワゴン」の助手席に乗り込む。ガガとビヨンセの車内での対話の後、2人は砂漠をドライブして食堂に寄る。ビヨンセはタイリースの反対側に座って、彼と無言の会話をする。そして、その人はテーブルから立ち上がって客の数人を悩ます（ここで字幕に「ワンピース!」と出るが、これは尾田栄一郎の漫画『ONE PIECE』のことである）。彼が移動する間、ビヨンセは彼のコーヒーに毒を入れる。ガガは「パパラッチ」でアレクサンダー・スカルスガルドを殺した方法について言及する。この時にガガは黄色の水玉模様のボディスーツ、ビヨンセは明るい黄色のドレスを着ている。次に頭に電話をつけたガガが調理場にいる場面になる。彼女はサンドイッチを準備して、ダンスシーケンスにそれを食べさせる。ガガは用心していない客全ての食器に毒を盛る。そして毒を盛られた客は皆発作を起こして、死ぬ。タイリースの死後、ビヨンセが彼が彼女の蜂蜜を全てとることを知っていたことを彼に話す、そして「マザー******」（mother******.、後半の部分は検閲の為、伏せられている）という。ビヨンセはその言葉を言った後に唇の上に指を添えて「おっと」と言う。その後、アメリカ国旗の柄のドレスと細かく切ったデニムを身に着けて死体の回りで踊る。それから2人は「プッシー・ワゴン」に乗り込み、ハイウェイを移動する。次に豹柄のボディスーツを着て「プッシー・ワゴン」の前で踊っているガガの映像が挿入される。最後のショットはパトカーのサイレンが背景で悲しげに鳴り響き、地平線の方に行きガガとビヨンセを示す。「To Be Continued...」という言葉が表示されて、ビデオは終わる。

### リリース
2010年2月15日にガガの公式サイトで3つのスチールが公開された。スチールはそれぞれ異なる場面でのガガを表している。当初、ビデオは2月に初公開される予定であったが、3月に延期された。ビデオ撮影が終わった1ヵ月後にガガは自身のTwitter上で撮影は終わっているが、まだ編集段階にあるので公開が出来ない、完璧な状態で公開したいと発表した。3月9日に更に3つのビデオのスチールが各オンラインサイトに掲載された。3月11日11時30分、E!オンラインでビデオが初公開された。

## ライブ・パフォーマンス

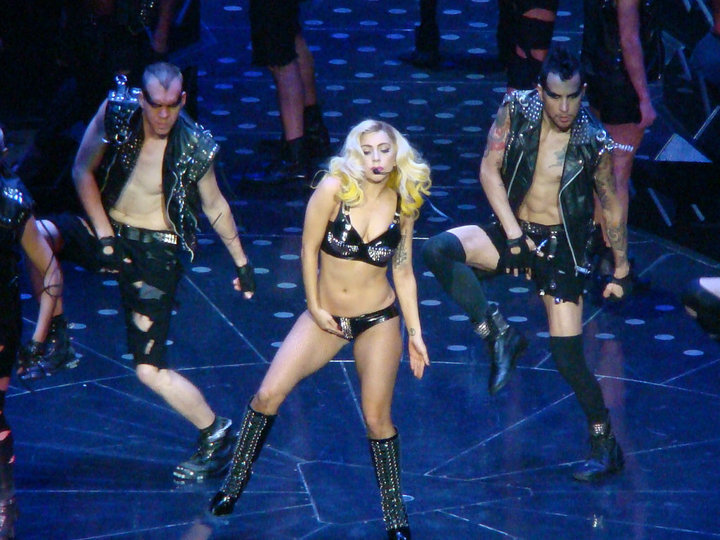
The Monster Ball Tourのヨーロッパ公演にて「テレフォン」をパフォーマンスするガガ

2010年2月16日にアールズ・コート・エキシビジョン・センターで行われたブリット・アワード授賞式で披露している。パフォーマンスは授賞式の数日前に亡くなった友人アレキサンダー・マックイーンの死に影響を受けていた。マックイーンに敬意を表す目的でパフォーマンスを計画したが、直前に少し内容が変えられた。彼女は本番で「テレフォン」と「ダンス・イン・ザ・ダーク」をアコースティック・ヴァージョンで披露した。本番直前にガガは自分のTwitterに「今夜のパフォーマンスは我々の友人に影響を受ける。フィリップ・トレーシーによるマスク、ニック・ナイトの彫刻、レディー・ガガによる音楽。我々はあなたがいなくて寂しい。」とメッセージを投稿した。ガガは本番で「これはアレキサンダー・マックイーンに捧げます」と述べてから歌い始めた。ガガはマリー・アントワネット風の髪型で全身白色の衣装を着ていた。全てのパフォーマンスは普段のガガのそれと比較して控え目だった。

## 収録曲
| - アメリカ リミックスEP 1. テレフォン(アルファビート エクステッドリミックス) – 6:41 2. テレフォン(クルーカーズ ヴォーカルリミックス) – 4:50 3. テレフォン(DJダン エクステッドヴォーカルリミックス)– 5:59 4. テレフォン(DJダン ヴォーカルリミックス) – 3:28 5. テレフォン(ドクター・ローゼン メインリミックス) – 6:25 6. テレフォン(エレクトロライズ リミックス) – 4:26 7. テレフォン(カスケード エクステッドリミックス) – 5:24 8. テレフォン(マイング エクステッドエリミック) – 4:31 9. テレフォン(パッション・ピット リミックス) – 5:13 10. テレフォン(トム・ネヴィル アース・リンガー リミックス) – 7:14 | - イギリスCDシングル 1. テレフォン – 3:40 2. テレフォン(アルファビート リミックス) – 4:51 - イギリス7" Vinyl 1. テレフォン – 3:40 2. テレフォン(パッション・ピット リミックス) – 5:13 |

## チャートと認定
| チャート(2009–2010年)             | 最高 順位 |
| --------------------------------- | --------- |
| Australian Singles Chart          | 3         |
| Belgian Singles Chart (Flanders)  | 1         |
| Belgian Singles Chart (Wallonia)  | 1         |
| Canadian Hot 100                  | 3         |
| Danish Singles Chart              | 7         |
| Dutch Top 40                      | 7         |
| European Hot 100 Singles          | 3         |
| フィンランド・シングルチャート    | 7         |
| French Singles Chart              | 4         |
| German Singles Chart              | 3         |
| Hungarian Singles Chart           | 7         |
| Irish Singles Chart               | 1         |
| Italian Singles Chart             | 4         |
| Japan Hot 100                     | 34        |
| New Zealand Singles Chart         | 3         |
| Norwegian Singles Chart           | 1         |
| Slovakian Airplay Chart           | 6         |
| Spanish Singles Chart             | 20        |
| Swedish Singles Chart             | 4         |
| Swiss Singles Chart               | 6         |
| 全英シングルチャート              | 1         |
| US Billboard Hot 100              | 3         |
| US Billboard Hot Dance Club Songs | 1         |
| US Billboard Pop Songs            | 1         |

| 国               | 認定     |
| ---------------- | -------- |
| オーストラリア   | ゴールド |
| ニュージーランド | ゴールド |

| 先代 リアーナ『ロシアン・ルーレット』                    | U.S. Billboard Hot Dance Club Songs 第1位 2010年2月27日 - 3月6日                 | 次代 リアーナ featuring ヤング・ジージー『ハード』                          |
| 先代 タイニー・テンパー"『ポス・アウト』                 | UK Singles Chart 第1位 2010年3月21日 - 4月3日                                    | 次代 スカウティング・フォー・ガールズ『ディス・エイント・ア・ラヴ・ソング』 |
| 先代 ボーイゾーン『ギブ・イット・オール・アウェイ』      | Irish Singles Chart 第1位 2010年3月25日 - 4月15日                                | 次代 グリー・キャスト『ギブズ・ユー・ヘル』                                 |
| 先代 ビョルン・ジョアン・ミューリ『イエスマン』          | Norwegian Singles Chart 第1位 2010年3月31日 -                                    | 次代 シェリル・コール『ファイト・フォ・ディス・ラブ』                       |
| 先代 ケシャ『ティック・トック』                          | US Billboard Pop Songs 第1位 2010年3月27日 - 4月24日                             | 次代 ジェイソン・デルーロ『イン・マイ・ヘッド』                             |
| 先代 トム・ダイス『ミー・アンド・マイ・ギター』          | Belgian Singles Chart (Flanders) 第1位 2010年4月3日 -5月1日                      | 次代 Stromae『Alors on danse』                                              |
| 先代 デビッド・ゲッタ feat. キッド・カディ『メモリアス』 | Belgian Singles Chart (Wallonia) 第1位 2010年4月3日 - 5月1日 2010年5月2日 - 15日 | 次代 Stromae『Alors on danse』                                              |
| 先代 トーマス・リング『マイ・ドリーム』                  | Danish Singles Chart 第1位 2010年4月16日 - 23日                                  | 次代 ブルハン・G & メディア『Mest ondt』                                    |
| 先代 Stromae『Alors on danse』                           | European Hot 100 第1位 2010年4月24日 - 5月8日                                    | 次代 Stromae『Alors on danse』                                              |

## 各国の発売日
| 地域     | 発売日        | 規格                                     |
| -------- | ------------- | ---------------------------------------- |
| アメリカ | 2010年1月26日 | エアプレイ                               |
| フランス | 2010年2月15日 | デジタル・ダウンロード                   |
| アメリカ | 2010年3月2日  | デジタル・ダウンロード -ザ・リミキシーズ |
| アメリカ | 2010年3月3日  | CDシングル - ザ・リミキシーズ            |
| イギリス | 2010年3月15日 | CDシングル、7"デジタル・ダウンロード     |
| ドイツ   | 2010年3月26日 | CDシングル                               |